# Sheridan Smith
Sheridan Smith, född 25 juni 1981 i Epworth i dåvarande Humberside, är en brittisk skådespelerska.

## Filmografi
- Lenny Henry Show (1984 och 1985 samt 1987)
- 1999–2000 – Familjen Royle (TV-serie)
- 2001–2009 – Two Pints of Lager (And a Packet of Crisps) (TV-serie)
- 2005–2008 – Love Soup (TV-serie)
- 2006–2009 – Grownups (TV-serie)
- 2019 – Cleaning Up (TV-serie)
- 2022 – Morden i Barking (TV-serie)
- 2025 – I Fought the Law (TV-serie)

## Radio
- Elephants to Catch Eels (2005)
- Doctor Who (2006)

## Teater
- Little Shop of Horrors (2006)
- Legally Blonde (2009)
- Funny Girl (2016)

## Utmärkelser
- Officer av Brittiska imperieorden,  2015
- Laurence Olivier Award

[Redigera Wikidata]